# M/S Suomenlinna II
M/S Suomenlinna II är en finländsk bil- och passagerarfärja, som konstruerades av finländska ILS Oy, beställdes från danska Johannes Gram-Hanssen A/S och byggdes 2004 av Stocznia Marynarki Wojennej varv i Gdynia i Polen för Sveaborgs Trafik Ab, ett dotterföretag till Huvudstadsregionens Stadstrafik. Färjan går i lokaltrafik mellan Sveaborg och Salutorget i Helsingfors för Huvudstadsregionens Stadstrafik.

## Bildgalleri

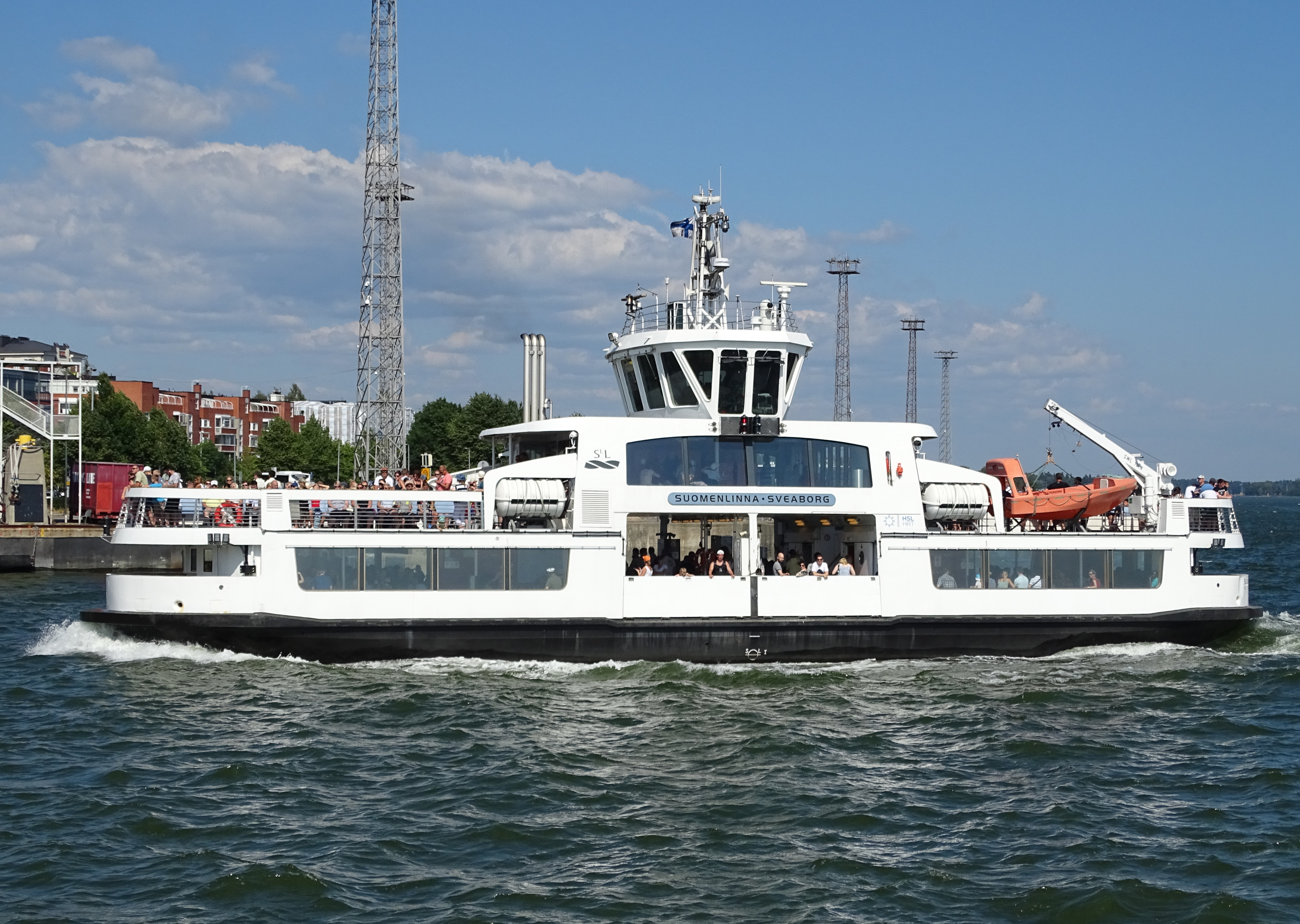
Suomenlinna II passerar Skatuddens terminal
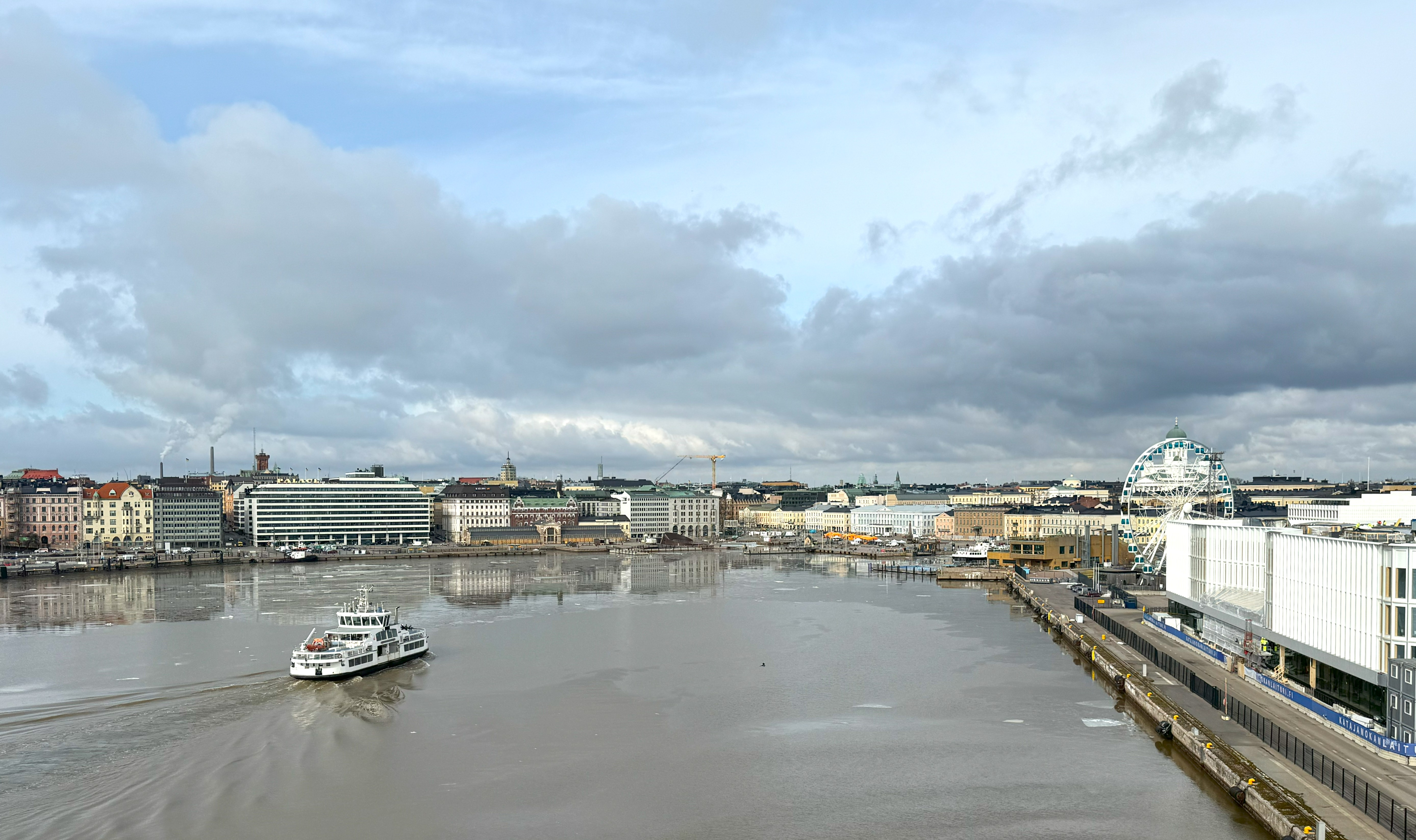
Suomenlinna II på väg mot sin terminal vid Salutorget. I fonden syns Södra kajen.
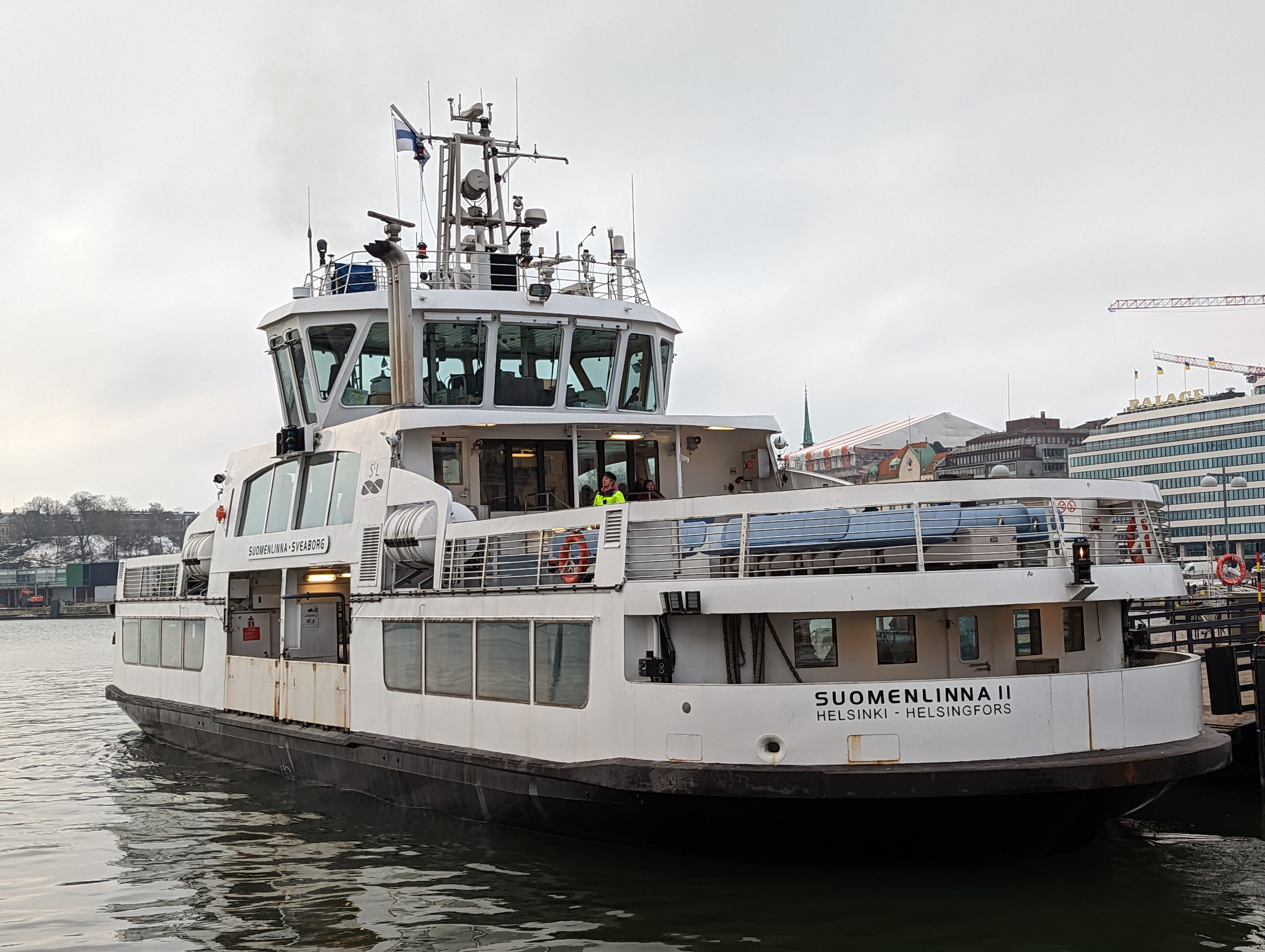
Suomenlinna II vid Salutorget